# Estilinodòntids
Els estilinodòntids (Stylinodontidae) són una família extinta de mamífers teniodonts que visqueren a Àsia i Nord-amèrica entre el Cretaci superior i l'Oligocè inferior. Se n'han trobat restes fòssils al Canadà, els Estats Units i la Xina. Les dents canines, que ja eren grosses en els representants d'aquest grup durant el Paleocè, es feren enormes en els gèneres de l'Eocè. L'esquelet també era molt corpulent i les potes eren curtes i robustes. Els científics no es posen d'acord sobre la seva dieta, atès que alguns han suggerit que els estilinodòntids derivats excavaven a la cerca d'arrels i tubercles, mentre que d'altres han plantejat la possibilitat que es nodrissin de fulles i fruita.